# Fechteuropameisterschaften
Die Fechteuropameisterschaften sind ein jährlich stattfindendes Sportereignis, bei dem die Europameister in den drei Fechtgattungen Florett, Degen und Säbel ermittelt werden, wobei noch nach Einzel- und Mannschaftswettbewerb sowie Damen und Herren unterschieden wird.
Die ersten Fechteuropameisterschaften fanden 1981 in Foggia statt. Nach drei Jahren wurden wegen unklarer Zuständigkeiten keine weiteren Fechteuropameisterschaften ausgerichtet. Erst 1991 wurde in Wien erneut ein Wettbewerb durchgeführt und es wurde am 26. Oktober 1991 die „Union Européenne d’Escrime“ gegründet (einige Jahre später umbenannt in „The European Fencing Confederation (EFC)“, auf Französisch  „Confédération Européenne d’Escrime (CEE)“).
Seitdem ist die EFC der Veranstalter und der jährliche Turnus wurde nicht wieder unterbrochen.
Bis 1936 wurden ebenfalls Europameisterschaften unter Federführung des internationalen Fechtverbandes Fédération Internationale d’Escrime ausgetragen. An diesen Wettbewerben nahmen zunehmend auch Teilnehmer außereuropäischer Verbände teil. Ab dem Jahr 1937 wurden die Wettbewerbe dann auch offiziell als Weltmeisterschaften bezeichnet. Heute werden die „Europameisterschaften“ der Jahre vor 1937 unter die Weltmeisterschaften gerechnet.

## Veranstaltungen
- 1981: Foggia ( Italien)
- 1982: Mödling ( Österreich)
- 1983: Lissabon ( Portugal)
- 1991: Wien ( Österreich)
- 1992: Lissabon ( Portugal)
- 1993: Linz ( Österreich)
- 1994: Krakau ( Polen)
- 1995: Keszthely ( Ungarn)
- 1996: Limoges ( Frankreich)
- 1997: Danzig ( Polen)
- 1998: Plowdiw ( Bulgarien)
- 1999: Bozen ( Italien)
- 2000: Funchal ( Portugal)
- 2001: Koblenz ( Deutschland)
- 2002: Moskau ( Russland)
- 2003: Bourges ( Frankreich)
- 2004: Kopenhagen ( Dänemark)
- 2005: Zalaegerszeg ( Ungarn)
- 2006: Izmir ( Türkei)
- 2007: Gent ( Belgien)
- 2008: Kiew ( Ukraine)
- 2009: Plowdiw ( Bulgarien)
- 2010: Leipzig ( Deutschland)
- 2011: Sheffield ( Vereinigtes Königreich)
- 2012: Legnano ( Italien)
- 2013: Zagreb ( Kroatien)
- 2014: Straßburg ( Frankreich)
- 2015: Montreux ( Schweiz)
- 2016: Toruń ( Polen)
- 2017: Tiflis ( Georgien)
- 2018: Novi Sad ( Serbien)
- 2019: Düsseldorf ( Deutschland)
- 2020: Minsk ( Belarus)[3]
- 2021: Plowdiw ( Bulgarien)[3]
- 2022: Antalya ( Türkei)
- 2023: Krakau/Plowdiw ( Polen/ Bulgarien)
- 2024: Basel ( Schweiz)
- 2025: Genua ( Italien)

## Medaillenspiegel
Stand: Düsseldorf 2019
| Platz  | Land                   | Gold | Silber | Bronze | Gesamt |
| ------ | ---------------------- | ---- | ------ | ------ | ------ |
| 1      | Russland               | 76   | 67     | 62     | 210    |
| 2      | Italien                | 68   | 48     | 80     | 198    |
| 3      | Frankreich             | 35   | 41     | 60     | 135    |
| 4      | Deutschland            | 34   | 31     | 57     | 122    |
| 5      | Ungarn                 | 32   | 34     | 50     | 116    |
| 6      | Polen                  | 17   | 23     | 41     | 81     |
| 7      | Rumänien               | 16   | 16     | 26     | 58     |
| 8      | Ukraine                | 13   | 16     | 30     | 59     |
| 9      | Schweiz                | 7    | 5      | 9      | 21     |
| 10     | Estland                | 3    | 9      | 9      | 21     |
| 11     | Österreich             | 3    | 5      | 10     | 18     |
| 12     | Belarus                | 2    | 2      | 4      | 8      |
| 12     | Spanien                | 2    | 2      | 4      | 8      |
| 14     | Vereinigtes Königreich | 1    | 3      | 8      | 12     |
| 15     | Portugal               | 1    | 1      | 2      | 4      |
| 16     | Aserbaidschan          | 1    | 0      | 3      | 4      |
| 16     | Georgien               | 1    | 0      | 3      | 4      |
| 18     | Israel                 | 1    | 0      | 1      | 2      |
| 19     | Griechenland           | 0    | 3      | 2      | 5      |
| 20     | Bulgarien              | 0    | 2      | 1      | 3      |
| 21     | Belgien                | 0    | 2      | 0      | 2      |
| 22     | Schweden               | 0    | 1      | 5      | 6      |
| 23     | Niederlande            | 0    | 1      | 1      | 2      |
| 24     | Dänemark               | 0    | 1      | 0      | 1      |
| 25     | Tschechien             | 0    | 0      | 5      | 5      |
| Gesamt | Gesamt                 | 313  | 313    | 478    | 1104   |